# Glisenti Modelo 1910
La Glisenti Modelo 1910 era una pistola semiautomática de 9 mm producida por la empresa italiana Societá Siderurgica Glisenti. Entró en producción en 1910 para reemplazar al envejecido revólver Bodeo Modelo 1889. Fue ampliamente utilizada por el Regio Esercito en las dos guerras mundiales. Esta pistola tenía un mecanismo complejo y débil, por lo cual solamente podía emplear cartuchos de potencia reducida en comparación con otras pistolas del mismo calibre.

## Historia

### Desarrollo
A fines de 1903 empezó a correr el rumor sobre la creación de una pistola para reemplazar al Bodeo Modelo 1889. Esta pistola fue diseñada por el inventor italiano Bethel Abiel Revelli. Revelli pasó muchos años desarrollando un prototipo antes de vender la patente de su diseño a la Societá Siderugica Glisenti de Turín. La compañía Glisenti compró en 1906 en el Reino Unido la maquinaria para empezar la producción, pero vendió los derechos de fabricación a la Metallurgica Brescia gia Tempini.

### Diseño original
La Glisenti Modelo 1910 fue originalmente diseñada para dispara el cartucho abotellado 7,65 x 22. La pistola conocida como Modelo 1906 empezó a producirse en 1908. La Modelo 1906 no atrajo la atención del Ejército italiano y se solicitó que dispare un cartucho similar al 9 x 19 Parabellum alemán. El rediseño fue llamado Modelo 1910 y fue formalmente adoptado por el Ejército italiano. Para reducir el retroceso y a causa del débil diseño de la pistola, la Modelo 1910 debía disparar el cartucho 9 mm Glisenti. El 9 mm Glisenti externamente es similar al 9 x 19 Parabellum, pero tiene una menor velocidad.

## Detalles de diseño

### Mecanismo
La Modelo 1910 dispara a cerrojo cerrado. Al ser disparada, el cañón y el cerrojo retroceden juntos. El cañón se detendrá en posición posterior. El cerrojo se soltará y seguirá retrocediendo, abriendo la recámara y eyectando el casquillo disparado, para luego avanzar e introducir un nuevo cartucho, cerrando la recámara y empujando hacia adelante el cañón. Tras esta acción, una cuña se levantaba desde el armazón y fijaba en su lugar la corredera. Este sistema de disparo no era fuerte y debía emplear cartuchos de potencia reducida en comparación con el 9 x 19 Parabellum. Al desatornillar el tornillo situado en la parte frontal del armazón, se podía retirar el panel del lado izquierdo de la pistola para acceder a las piezas internas de esta. Este diseño no era lo suficientemente resistente para sostener el lado izquierdo de la extensión del cañón, por lo que tras disparos continuos el panel era proclive a aflojarse. El único seguro de la pistola era una pequeña palanca situada delante de la empuñadura.

## Reemplazo

### Intento de rediseño
En 1912, Metallurgica Brescia gia Tempini trató de mejorar el diseño de la Modelo 1910. La pistola mejorada, llamada Brixia, fue enviada al Ejército italiano para su evaluación. La Brixia tenía un armazón reforzado y el retiro del seguro de la empuñadura no era una mejora lo suficientemente importante para convencer al Ejército italiano. La Brixia fue posteriormente vendida en el mercado civil, pero el inicio de la Primera Guerra Mundial condujo a la cancelación del proyecto.

### Retiro de servicio
La Glisenti fue producida hasta inicios de la década de 1920. A partir de 1916, la Glisenti empezó a ser reemplazada por cantidades crecientes de la pistola española Ruby y Beretta M1915. Posteriormente la Beretta M34 pasó a ser la pistola oficial del Ejército italiano en 1934. La Glisenti fue declarada obsoleta ese mismo año, pero tuvo un empleo limitado en la Segunda Guerra Mundial.